# Jedna si jedina
Jedna si jedina (cyrilicí jeдна си jeдина) byla oficiální národní hymna Bosny a Hercegoviny v letech 1995 až 1998. Píseň složil roku 1992 bosenský zpěvák Dino Merlin a brzy se stala velmi oblíbenou, a tak byla mnohými Bosňany považována de facto za státní hymnu, avšak teprve 24. listopadu 1995 ji přijalo předsednictví Bosny a Hercegoviny pod názvem „Jedna si jedina“ jako oficiální hymnu země. Inspirací byla Dinu Merlinovi lidová píseň „S one strane Plive“. 
V roce 1998 byla hymna nahrazena současnou písní a hymnou „Intermezzo“, která dosud postrádá oficiální text. Hlavním důvodem, proč byla hymna nahrazena, se jeví fakt, že srbské a chorvatské spolky proti písni protestovaly s tím, že text je urážlivý, neboť naráží na vyhnání z jejich domoviny. V hymně se však neobjevovala žádná slova, která by se vztahovala k názvům etnických skupin či kontroverzním historickým událostem. Dalším důvodem může být, že hymna byla přijata krátce před koncem války v Bosně a Hercegovině, jejíž dozvuky tak byly v době nahrazení stále velice živé, a vyhrocený nacionalismus přežíval po válečných konfliktech také v dalších zemích bývalé Jugoslávie.
Navzdory tomu, že píseň už není státní hymnou, ji mnoho Bosňanů za svou hymnu stále pokládá a hojně bývá zpívána při sportovních utkáních či jiných kulturních událostech.

## Text písně
Píseň existuje ve dvou verzích. Ta známější začíná slovy „Zemljo tisućljetna“ (česky Země tisíciletá), druhá se slovy „Preko tamnih gora“ (česky Přes temné hory). Liší se i pořadí veršů. Obě verze jsou však považovány za správné.
| Jeдна си, jeдина                                                             | Jedna si, jedina                                                               | Jedna jsi, jediná                                                           |
| Земљо тисућљетна, на вjерност ти се кунем. Од мора до Саве, од Дрине до Уне. | Zemljo tisućljetna, na vjernost ti se kunem. Od mora do Save, od Drine do Une. | Země tisíciletá, přísahám ti věrnost. Od moře až k Sávě, od Driny až k Uně. |
| Једна си, једина, моја домовина. Једна си, једина, Босна и Херцеговина.      | Jedna si, jedina, moja domovina. Jedna si, jedina, Bosna i Hercegovina.        | Jedna jsi, jediná, moje domovina. Jedna jsi, jediná, Bosna a Hercegovina.   |
| Бог нек' те сачува за покољења нова. Земљо мојих снова, мојих прадједова.    | Bog nek' te sačuva za pokoljenja nova. Zemljo mojih snova, mojih pradjedova.   | Nechť tě bůh zachová pro nová pokolení. Země mých snů, mých pradědů.        |
| Једна си, једина, моја домовина. Једна си, једина, Босна и Херцеговина.      | Jedna si, jedina, moja domovina. Jedna si, jedina, Bosna i Hercegovina.        | Jedna jsi, jediná, moje domovina. Jedna jsi, jediná, Bosna a Hercegovina.   |